# كهف لاس كالداس
كهف لاس كالداس (بالإسبانية: Cueva de las Caldas)‏ والمحمية الطبيعية الجزئية المحيطة، هو كهف ومنطقة محمية تغطي 45 هكتارًا داخل وادي نالون في بلدية أبيط بالقرب من مدينتي لا بينيرا ولاس كالداس.
يبلغ طول الكهف حوالي 600 متر وله ثلاثة مداخل. يبلغ ارتفاع التجويف الرئيسي حوالي 5 أمتار ويحتوي على نهر جوفي.، لكهف ليس له أهمية جيولوجية خاصة ولكنه مهم للحياة البرية والمواقع الأثرية من فترتي سوليوترية ومجدلانية الموجودة هناك.